# Іващенко Марія Іванівна
Марія Іванівна Іващенко (нар. 1940 — ?) — українська радянська політична діячка, новаторка виробництва, шліфувальниця Запорізького моторобудівного заводу Запорізької області. Депутат Верховної Ради УРСР 7—8-го скликань.

## Біографія
Народилася в родині робітника Івана Івановича Окатенка. У 1959 році закінчила середню школу в місті Запоріжжі.
З 1959 року — верстатниця, шліфувальниця механічного цеху Запорізького моторобудівного заводу імені 50-річчя Великої Жовтневої соціалістичної революції Запорізької області. Ударниця комуністичної праці.
Член КПРС.

## Нагороди
- Ордени
- Медалі